# Mortehoe
Mortehoe – wieś i civil parish w Anglii, w hrabstwie Devon, w dystrykcie North Devon. Okoó 1,5 kilometra na północ od wsi znajduje się należąca do Trinity House latarnia morska Bull Point. W 2011 roku civil parish liczyła 1637 mieszkańców. Mortehoe jest wspomniana w Domesday Book (1086) jako Mortehou/Morteho.